# LZTFL1
El factor de transcripción tipo cremallera de leucina 1, también conocido como LZTFL1, es una proteína expresada de manera ubicua que se localiza en el citoplasma y, en los seres humanos, está codificada por el gen LZTFL1.

## Función
Esta proteína regula el tráfico de proteínas hacia la membrana ciliar mediante su interacción con el complejo de proteínas del síndrome de Bardet-Biedl (BBS).

## Significancia clínica
Las mutaciones en el gen LZTFL1 están asociadas con el síndrome de Bardet-Biedl y también actúan como un supresor tumoral a través de la regulación de la transición epitelio-mesénquima.
Se ha identificado como el gen ubicado en el cromosoma 3, en la posición 3p21.31, responsable de mediar la susceptibilidad genética a la infección por SARS-CoV-2 y la insuficiencia respiratoria por COVID-19.
El segmento de ADN que confiere este riesgo es heredado de los neandertales.